# ليالي الحلمية (مسلسل)
ليالي الحلمية هو مسلسل درامي مصري من تأليف أسامة أنور عكاشة، وإخراج إسماعيل عبد الحافظ. يؤرخ المسلسل للتاريخ المصري الحديث منذ عصر الملك فاروق وحتى مطلع التسعينات في عدّة أجزاء كان آخرها في 1995. شارك في المسلسل نخبة كبيرة من الفنانين المصريين زاد عددهم على 300 ممثل.

## أهم شخصيات المسلسل على مدار أجزائه الخمسة
1. سليم باشا البدري: الشخصية الأرستقراطية ابن الباشاوات والذي سافر من مصر بعد ثورة يوليو ثم عاد في مرحلة الانفتاح الاقتصادي ليتوسع ويترك إمبراطوريته لأبنائه.
2. العمدة سليمان غانم: عمدة قرية ميت أبو غانم الذي توجّه للقاهرة للأخذ بثأر والده من عائلة البدري ثم استقر وتزوج نازك لفترة ثم عاش في القاهرة ودخل عالم الأعمال مع مرحلة الانفتاح الاقتصادي.
3. نازك هانم السلحدار: الهانم زوجة سليم الأولى والتي تزوجت 5 مرات من بعده والتي دائماً تطمح في الثروة والنفوذ.
4. وصيفة المرزوقي: زوجة سليمان غانم الدائمة والتي كثيراً ما تحملت صبره وانحرافاته.
5. علي سليم البدري: ابن سليم الأكبر من زوجته الثانية الذي نشأ وتربى مع خالته والذي تخرج من كلية الفنون التطبيقية ليصدم في حبيبته زهرة وفي نكسة 67 ثم يسجن فينطلق بلا رحمة في عالم الأعمال ويتزوج زهرة في النهاية مع زوجته الأولى شيرين.
6. زهرة سليمان غانم: ابنة نازك السلحدار التي تتركها والدتها لتتربى في أكثر من مكان وتحب علي ثم تنطلق في عالم الصحافة بعد سجنه وتتزوج من علي بعد زواجها من عمر وحازم.
7. عادل سليم البدري: ابن الباشا والهانم والذي يشترك في حرب أكتوبر 1973 ويعمل في مصنع البدري ثم يديره ويتزوج من قمر السماحي وسهيلة الفلسطينية.
8. ناجي طه السماحي: ابن الشهيد طه السماحي ونجاة عبد الفتاح سلطان وعمه هو زينهم السماحي، وهو صديق علي البدري المقرب، وكان منافساً لعادل البدري في الارتباط بإبنة عمه «قمر زينهم السماحي» التحق بالتجنيد في الجيش وكان أحد أبطال حرب أكتوبر 73 وأصيب فيها، وتلك كانت الفترة التي توفي فيها عمه «زينهم» نتيجة فرحته بالنصر فلم يتحمل قلبه تلك اللحظة السعيدة التي طال انتظارها، ناجي كان شخصية جادة وتعين في النيابة بعد دراسة القانون، ثم مستشار بجهاز المدعي الاشتراكي، نجاحه في هذا الجهاز جعله مستهدفاً من أعدائه الذين كشف فسادهم فدبّروا له الحادث المروري الذي استشهد فيه، كان ناجي قبل وفاته بقليل قد خطب نور ابنة عمهم علام السماحي الذي ظهر في الحلمية لفترة وجيزة صار قريباً من الجميع...
9. زاهر سليمان غانم: ابن سليمان ووصيفة والذي قضى فترة من حياته مشاغباً وتزوج مرتين ثم انطلق في عالم الأعمال بعد تقاعد والده.
10. نجاة عبد الفتاح سلطان: الهانم الإرستقراطية قبل ثورة يوليو 1952 والذي تزوجت من الفدائي طه السماحي ثم مصطفى رفعت والتي تركت تربية ناجي لعمه معظم عمرها.
11. أنيسة بدوي: خالة علي البدري ومربيته والذي كان يلجأ إليه كثيراً بعد أن كبر لأنها أصبحت أكثر من أمه كما ربّت توفيق ابن زوجها توفيق البدري أيضاً بعد وفاة والده.
12. رقية البدري: أخت سليم البدري غير الشقيقة والتي دخلت إلى مستشفى الأمراض العقلية أكثر من مرة وتزوجت من المهندس حلمي خليف ثم تزوجت من رجل أعمال مصري يعمل في السعودية في النهاية.
13. المعلم زينهم السماحي: صاحب قهوة الحلمية التي يتجمع فيها كل أبناء الحلمية وكانت ملتقاهم الفكري والأدبي ومجلس أنسهم واستماعهم للأخبار الهامة عبر الراديو في القهوة ومناقشة مواضيعهم الشخصية والسياسية والوطنية.. كان أحد «الأبطال الفدائيين». وكان ابن البلد الوفي البار وأحد فتواتها، كان قد دمّر سرايا البدري حين غضب منهم ودخل في ذلك السجن ولا يهمه شيء في سبيل الحق ولا يجرؤ أحد أن يدوس له على طرف.. تزوج من العالمة سماسم العادلي وأنجب منها قمر.
14. الشهيد طه السماحي: أخ المعلم زينهم والذي استشهد في كفاحه ضد الإنجليز، تزوج من نجاة عبد الفتاح سلطان وله منها ناجي السماحي.
15. أسطى زكريا، أسطى شاهين، أسطى متولي: عمال مصنع البدري الدائمين وسكان الحلمية والذين كانوا من الفدائيين قبل وبعد ثورة يوليو 1952.
16. حمدية |بنت أخت سماسم وزوجة أسطى زكريا الأولى والتي تركت زوجها وإبنتها لتحترف الرقص ثم دخلت عالم الأعمال في النهاية.
17. كمال خلة: الفدائي قبل ثورة يوليو 1952 وضابط المخابرات بعدها وكان صديق لطه السماحي وأكثر من أب لابنه ناجي.
18. بسيوني (بسه)، خميس (خمس): حثالة المجتمع المصري عبر أجزاء المسلسل الخمسة فهم لا يتورعون عن كسب أي مال بالحلال أو الحرام والذين نصبوا على سليمان غانم مرتين.
19. طلعت الشماشرجي: خادم لحسنين باشا وصديق سليم البدري الدائم وزوج نازك السادس.
20. بهروز، المليجي، شفيق: خادمي سليمان غانم ومحامي طوال أجزاء المسلسل.

## ممثلون شاركوا في المسلسل
| الرقم | الشخصية               | الممثل                             | الجزء                              | معلومات                                                               |
| ----- | --------------------- | ---------------------------------- | ---------------------------------- | --------------------------------------------------------------------- |
| 1     | سليم باشا البدري      | يحيى الفخراني                      | 1، 2، 3، 4 ضيف شرف في الجزء الخامس | سليم إسماعيل البدري بطل الليالي                                       |
| 2     | العمدة سليمان غانم    | صلاح السعدني                       | 1، 2، 3، 4، 5                      | سليمان عبد التواب غانم بطل الليالي                                    |
| 3     | نازك هانم السلحدار    | صفية العمري                        | 1، 2، 3، 4، 5                      | بطلة الليالي                                                          |
| 4     | علي سليم البدري       | أحمد عزت مؤمن حسن ممدوح عبد العليم | 1، 2 (مرحلة الطفولة) 2 2، 3، 4، 5  | أكبر أبناء سليم البدري من زوجته عليّه                                  |
| 5     | زهرة سليمان غانم      | جيلان حمدي آثار الحكيم إلهام شاهين | 1 (مرحلة الطفولة) 2، 3 4، 5        | ابنة سليمان غانم ونازك السلحدار                                       |
| 6     | عادل سليم البدري      | عمرو محمد علي حسام عادل هشام سليم  | 1، 2 (مرحلة الطفولة) 2 2، 3، 4، 5  | ابن سليم البدري من نازك السلحدار                                      |
| 7     | وصيفة المرزوقي        | إنعام سالوسة                       | 1، 2، 3، 4، 5                      | زوجة سليمان غانم الدائمة                                              |
| 8     | زاهر سليمان غانم      | شريف حسين إسماعيل محمود            | 1 (مرحلة الطفولة) 2، 3، 4، 5       | أكبر أبناء سليمان غانم من وصيفة                                       |
| 9     | نجاة عبد الفتاح سلطان | دلال عبد العزيز زيزي البدراوي      | 1، 2 3، 4، 5                       | زوجه طه السماحي ووالدة ناجي                                           |
| 10    | أنيسة بدوي            | فردوس عبد الحميد محسنة توفيق       | 1 2، 3، 4، 5                       | زوجة توفيق البدري وأخت عليّة زوجة سليم البدري الثانية                  |
| 11    | رقية البدري           | عبلة كامل                          | 1، 2، 3، 4، 5                      | أخت سليم البدري غير الشقيقة                                           |
| 12    | الأسطى زكريا          | سيد عزمي                           | 1، 2، 3، 4، 5                      | أحد عمال مصنع الحلمية                                                 |
| 13    | حمدية                 | لوسي                               | 1، 2، 3، 4، 5                      | بنت أخت سماسم وزوجة أسطى زكريا الأولى وزوجة مصطفى رفعت الثانية        |
| 14    | أسطى شاهين            | فتوح أحمد                          | 1، 2، 3، 4، 5                      | أحد عمال مصنع الحلمية                                                 |
| 15    | متولي (طأطأ)          | محمد فريد                          | 1، 2، 3، 4، 5                      | طبال لدى سماسم في الجزء الأول، ثم أحد عمال مصنع الحلمية               |
| 16    | كمال خلة              | شوقي شامخ                          | 1، 2، 3، 4، 5                      | صديق طه السماحي وزوجته نجاة وناجي وبعد ذلك أحد ضباط المخابرات بعد ذلك |
| 17    | بسيوني (بسه)          | محمد متولي                         | 1، 2، 3، 4، 5                      | أحد الفاسدين طوال أجزاء المسلسل الخمسة                                |
| 18    | خميس (خمس)            | عهدي صادق                          | 1، 2، 3، 4، 5                      | أحد الفاسدين طوال أجزاء المسلسل الخمسة                                |
| 19    | طلعت الشماشرجي        | عادل أمين                          | 1، 2، 3، 4، 5                      | صديق سليم البدري وزوج نازك السلحدار السادس                            |
| 20    | بهروز                 | حجاج عبد العظيم                    | 1، 2، 3، 4، 5                      | خادم سليمان غانم                                                      |
| 21    | المليجي               | محمود العراقي                      | 1، 2، 3، 4، 5                      | خادم سليمان غانم                                                      |
| 22    | شفيق                  | جلال عبد القادر                    | 1، 2، 3، 4، 5                      | محامي سليمان غانم                                                     |
| 23    | توفيق البدري          | حسن يوسف                           | 1، 2                               | ابن عم سليم البدري                                                    |
| 24    | وهدان المرزوقي        | محي الدين عبد المحسن               | 1، 2، 3، 4                         | أخو وصيفة والعمدة بعد ذلك بدلاً من سليمان غانم                         |
| 25    | عاصم السلحدار         | يسري مصطفى                         | 1، 2، 3، 4                         | أخ نازك السلحدار                                                      |
| 26    | المعلم زينهم السماحي  | سيد عبد الكريم                     | 1، 2، 3، 4                         | صاحب قهوة الحلمية وابن خالة رقية البدري                               |
| 27    | ناجي السماحي          | نادر حسن شريف منير                 | 1 (طفل) 2، 3، 4                    | ابن طه السماحي والذي أستشهد في حادث سيارة                             |
| 28    | عبد الفتاح سلطان      | عطية عويس                          | 1، 2، 3، 4                         | والد نجاة وكان يعمل بالبوليس                                          |
| 29    | زعتر                  | محمود الشاذلي                      | 1، 2، 3، 4                         | صبي قهوة الحلمية                                                      |
| 30    | شرابي                 | عاطف طنطاوي                        | 1، 2، 3, 4، 5                      | ضابط داخلية                                                           |
| 31    | داود أفندي            | أحمد عبد القادر                    | 1، 2، 3، 4                         | موظف لدى سليم البدري                                                  |
| 32    | الأميرة نورهان        | سمية الألفي                        | 2، 3، 4، 5                         | زوجة سليم البدري الثالثة                                              |
| 33    | سليم سليم البدري      | عمرو جلال                          | 2، 3، 4، 5                         | سولي ابن سليم البدري والأميرة نورهان                                  |
| 34    | قمر السماحي           | حنان شوقي                          | 2، 3، 4، 5                         | ابنة المعلم زينهم وسماسم                                              |
| 35    | طاهر                  | هشام عبد الله                      | 2، 3، 4، 5                         | ابن سماسم من زوجها الأول                                              |
| 36    | فاتن                  | رانيا عاطف دينا عبد الله           | 2، 3 4، 5                          | ابنة أسطى زكريا من حمدية                                              |
| 37    | مصطفى رفعت            | محمد وفيق                          | 2، 3، 4، 5                         | صديق طه السماحي وزوج نجاة بعد طه                                      |
| 38    | الصحفي عمر            | محمود الحديني                      | 2، 3، 4، 5                         | صحفي وزوج زهرة غانم الأول                                             |
| 39    | فاروق                 | صلاح عبد الحميد                    | 2، 3، 4، 5                         | صبي القهوة                                                            |
| 40    | بدوي الزهار           | جمال إسماعيل                       | 1، 2، 3                            | والد أنيسة وعليّة                                                      |
| 41    | سماسم                 | سهير المرشدي                       | 1، 2، 5                            | راقصة وزوجة المعلم زينهم                                              |
| 42    | إمام                  | جمال شبل                           | 1، 2، 3                            | خادم سليم البدري                                                      |
| 43    | كامل                  | أبو الفتوح عمارة                   | 1، 2، 3                            | خادم سليم البدري                                                      |
| 44    | المهندس حلمي خليف     | سامح الصريطي                       | 2، 3، 4                            | زوج رقية البدري الأول ومدير مصنع الحلمية                              |
| 45    | إصلاح                 | ماجدة زكي                          | 3، 4، 5                            | زوجة اسطى زكريا الثانية                                               |
| 46    | السبعاوية             | علية الجباس                        | 3، 4، 5                            | زوجة بسيوني                                                           |
| 47    | جلال شهاب             | صبري عبد المنعم                    | 3، 4، 5                            | صديق علي البدري ومدير في مصنع الحلمية                                 |
| 48    | طه السماحي            | عبد العزيز مخيون                   | 1، 2                               | أخو المعلم زينهم وأحد المقاومين والشهداء ضد الإنجليز                  |
| 49    |                       | نادية رفيق                         | 2، 3                               | والدة كما خلة                                                         |
| 50    | الحاج أبو شعيشع       | عبد العظيم عبد الحق                | 3، 4                               | والد إصلاح                                                            |
| 51    | شوقية                 | تحية حافظ فوزية عزت                | 3 4                                | زوجة أسطى شاهين                                                       |
| 52    | عصمت سوناي            | بسام رجب                           | 3، 4                               | زوج سارة وتاجر سلاح                                                   |
| 53    | حمدي سالم             | رياض الخولي                        | 3، 5                               | سياسي صديق علي                                                        |
| 54    | نيرة                  | راوية سعيد                         | 3، 5                               | صديقة وعاملة بوكالة زهرة                                              |
| 55    | فاطمة وهدان المرزوقي  | زيزي مصطفى                         | 4، 5                               | ابنه وهدان المرزوقي وزوجة زاهر سليمان غانم                            |
| 56    | النبوي وهدان المرزوقي | عادل أنور                          | 4، 5                               | أخو فاطمة                                                             |
| 57    | زينهم                 | فادي خفاجة محمد عبد الحافظ         | 4 5                                | ابن اسطى زكريا وإصلاح                                                 |
| 58    | نور السماحي           | منال سلامة                         | 4، 5                               | ابنه علام السماحي وخطيبة ناجي السماحي                                 |
| 59    | خالد السماحي          | أحمد سلامة                         | 4، 5                               | ابن علام السماحي وزوج قمر السماحي الثاني                              |
| 60    | عزيزة                 | عزيزة راشد                         | 4، 5                               | زوجة زاهر الثانية                                                     |
| 61    | توفيق توفيق البدري    | علاء مرسي                          | 4، 5                               | ابن توفيق البدري من زوجته الثانية                                     |
| 62    | كريم السمنودي         | جمال عبد الناصر                    | 4، 5                               | صحفي في وكالة زهرة غانم وخطيب شيرين الأسبق                            |
| 63    | شيرين                 | صابرين                             | 4، 5                               | صحافية في وكالة زهرة غانم والزوجة الأولى لعلي البدري                  |
| 64    | فوزي                  | نبيل الدسوقي                       | 4، 5                               | والد شيرين                                                            |
| 65    | شفيقة                 | ليلى فهمي                          | 4، 5                               | والدة شيرين                                                           |
| 66    | فتحية                 | عايدة رياض                         | 4، 5                               | الخادمة لدى منزل سليمان غانم ثم زوجته                                 |
| 67    | سهيلة                 | غادة نجم شفيقة الطل                | 4 5                                | زوجة عادل البدري الفلسطينية                                           |
| 68    | الدكتور أدهم          | طارق لطفي                          | 4، 5                               | زوج فاتن                                                              |
| 69    | ناهد                  | نشوى مصطفى                         | 4، 5                               | عاملة بمكتبة أنيسة                                                    |
| 70    | عباس                  | سليمان عيد                         | 4                                  | عامل بمكتبة أنيسة                                                     |
| 71    | نفيسة هانم            | هدى سلطان                          | 1                                  | أم سليم البدري                                                        |
| 72    | عصمت هانم             | فتحية شاهين                        | 1                                  | أم نازك السلحدار                                                      |
| 73    | أحمد حسنين باشا       | أحمد مظهر                          | 1                                  | الشخصية التاريخية الوحيدة بالمسلسل على مدار أجزائه الخمسة             |
| 74    | عليّة بدوي             | ماجدة حمادة                        | 1                                  | زوجة سليم البدري الثانية ووالدة ابنه علي                              |
| 75    | عثمان باشا            | إبراهيم سكر                        | 1                                  | عم نازك السلحدار                                                      |
| 76    | سيد                   | فايق عزب                           | 2                                  | فدائي صديق لطه السماحي                                                |
| 77    | سعاد خليف             | حنان يوسف                          | 2                                  | زوجة توفيق البدري الثانية وأخت حلمي خليف                              |
| 78    | عفت                   | حمدي حافظ                          | 2                                  | زوج نازك الثالث                                                       |
| 79    | سارة                  | جالا فهمي                          | 3                                  | أخت عفت زوج نازك                                                      |
| 80    | ثروت مهنا             | محمد خيري                          | 3                                  | زوج نازك الرابع                                                       |
| 81    | صابرة                 | وداد حمدي                          | 3                                  | زوجة المعلم زينهم الثانية                                             |
| 82    | ايلي                  | حمدي السخاوي                       | 3                                  | ابن داود                                                              |
| 83    | محروس                 | علي عبد الرحيم                     | 3                                  | عامل بالمصنع                                                          |
| 84    | صفوت سلطان            | محمد رياض                          | 4                                  | صحفي في وكالة زهرة غانم                                               |
| 85    | الدكتور مازن شرارة    | إبراهيم يسري                       | 4                                  | زوج نازك الخامس                                                       |
| 86    | علام السماحي          | صلاح قابيل                         | 4                                  | ابن عم المعلم زينهم ووالد نور وخالد                                   |
| 87    | سميحة                 | هدى عيسى                           | 4                                  | زوجة علام السماحي                                                     |
| 88    | حازم الجوهري          | عبد الرحمن علي                     | 4                                  | الطيار زوج زهرة غانم الثاني                                           |
| 89    | شريك زعتر             | سيد صادق                           | 3, 4                               | شريك زعتر في معرض السيارات                                            |
| 90    | سيد أبو ليلة          | يوسف شعبان                         | 5                                  | صهر علام السماحي والذي أدار القهوة بعد وفاته                          |
| 91    | سيادة                 | سناء يونس                          | 5                                  | شقيقة سيد أبو ليلة                                                    |
| 92    | هاني مراد             | سناء شافع                          | 5                                  | رجل أعمال صديق علي البدري                                             |
| 93    | المقدم علاء           | أحمد عبد الوارث                    | 5                                  | مقدم في أمن الدولة وساكن عمارة الحلمية                                |
| 94    | داليا                 | راندا عوض                          | 5                                  | زوجة المقدم علاء                                                      |
| 95    | إبراهيم               | أنور رستم                          | 5                                  | زوج أخت المقدم علاء                                                   |
| 96    | سلوي                  | إنعام الجريتلي                     | 5                                  | أخت المقدم علاء                                                       |
| 97    | طارق                  | ناصر سيف                           | 5                                  | أخو المقدم علاء                                                       |
| 98    |                       | إحسان القلعاوي                     | 5                                  | والدة المقدم علاء                                                     |
| 99    | أم صبري               | سلوى عثمان                         | 5                                  | جارة أنيسة                                                            |
| 100   | مصباح                 | محمد الشرقاوي                      | 5                                  | خدام زاهر غانم                                                        |
| 101   | ام راشد               | راوية أباظة                        | 5                                  | خادمة نازك الأجنبية                                                   |
| 102   | عزت                   | محمد ناجي                          | 5                                  | زوج رقية البدري                                                       |
| 103   | نورز                  | فاتن أنور                          | 5                                  | زوجة جلال شهاب                                                        |
| 104   | مدحت                  | محمد عبد الجواد                    | 5                                  | المهندس بمصنع البدري                                                  |
| 105   | ام الشحات             | هانم محمد                          | 5                                  | جارة أنيسة                                                            |
| 106   | جميلة                 | روجينا                             | 5                                  | ابنه جلال شهاب                                                        |
| 107   | نهلة                  | أمل رزق                            | 5                                  | سكرتيرة علي البدري                                                    |
| 108   | سونيا                 | مني زكي                            | 5                                  | صديقة سولي البدري                                                     |
| 109   |                       | علي حمدي                           | 5                                  | ابن جلال شهاب                                                         |
| 110   |                       | عزت بدران                          | 5                                  | عامل بمصنع البدري                                                     |
| 111   |                       | هالة النجار                        | 5                                  | خطيبة سيد أبو ليلة                                                    |
| 112   | الشحات                | محمود عبد المغني                   | 5                                  | ابن جارة لأنيسة                                                       |
| 113   |                       | أحمد منير                          | 5                                  | ابن جلال شهاب                                                         |

بالإضافة إلى:
1. الجزء الأول: عبد الهادي أنور - وسيلة حسين - كوثر رمزي - أحمد حجازي - عبد الحميد أنيس - نوال هاشم - أنسي المصري - محمد القصاص - ليلى درويش - مني جمال - بدرية عبد الجواد - بهاء ثابت - عبد الرحمن حامد - محب كاسر - سمير رامي - نهاد رامي - أنور ناشد - إبراهيم حسنين - محي الدين عبد الحميد - شفيقة عثمان - ثريا إبراهيم - أحمد حسين - إبراهيم حزين.
2. الجزء الثاني: مصطفى هاشم - محمد جلال - أمير العاصمي - ليلى جمال - ليلى درويش - ليلى فارس - عزت المشد - عبد الهادي أنور - محمد عابدين - إمام الصفطاوي - إبراهيم حزين - نبيل الشاذلي - نوال البطوطي - أحمد صادق - بدرية عبد الجواد - حسن عثمان - جمال صالح - محمد عتريس - أحمد حافظ - عبد الحليم نصر - عمرو عز الدين - سكينة خطاب - فوقية منصور - نادية شمس الدين - مصطفى توفيق - سيد عبد الفتاح - حسن زلط - عبد الله الصفتي - عبد المنعم عبد الرحمن - مصطفى سليمان - محمد صالح - يحيي الجندي - أحمد بدير - علي أحمد حسين - حمدي عثمان - عثمان يونس
الأطفال: ولاء محمد - سلوى محمد - هدى خير الله - أميرة النقشبندي - محمد عبد العزيز - عمرو محمد - إيمان محمد.
3. الجزء الثالث: أمير العاصمي -عزة الحسيني - بدرية عبد الجواد - نوال البطوطي - جمال صالح - محمد عتريس - عبد الوهاب الحديدي - محمد طنطاوي - علي الزفتاوي - عبد الله حفني - أمين عنتر - فوزي الشرقاوي - عبد اللطيف الشيتي - أنور حسونة - أحمد عطية - عبد السلام عطية - أحمد كمالي - عبد اللطيف الطحاوي - نبوية السيد - وحيد فؤاد - حسن عثمان - عمر أبو بكر - حسن مصطفى علي - محمد زين - وفاء عامر - محمد طلعت - حمدي شرف الدين - ألفت سكر - 
الأطفال: أحمد سمير -سيف صلاح الدين- فارس صلاح الدين- سعد صلاح الدين.
4. الجزء الرابع : فكري صادق - عصام العشري - محب كاسر - مصطفى الشامي - صلاح يحيي - أحمد بهلول - مها كاشيك - إيناس مكي - سحر عبد الله - سعيد الصالح - توفيق الكردي - كمال الزيني - جمال الفيشاوي - معتز السيوفي - أنسي المصري - أحمد رشوان - شوقي الشافعي - حمدي السلكاوي - سليمان حسين - يسوف حسين - حسن مصطفى - فوزي رضوان - فايزة أبو حطب - طارق إبراهيم - محمد منصور - علي جوهر - عبد العزيز غنيم - فوزية عزت - رؤوف مصطفى - المرسي أبو العباس - رجاء أمين - عادل برهام - جلال المصري - عبير لطفي - جمال صالح - عزة الحسيني - تغريد البشبيشي - محمد عتريس - أمين هاشم - حمدي العيسوي - صبري فواز - هاني كمال - أحمد عبد العزيز يوسف - جميل عزيز - نجاح حسن - صفاء الطوخي - سميحة عبد الهادي - سيد مصطفى - نبيه إبراهيم - أحمد فوزي
الأطفال: هاني الششتاوي - حسن مصطفى.
5. الجزء الخامس: مخلص البحيري - سامي عبد الحليم - عثمان عبد المنعم - عواطف حلمي - قاسم الدالي - ناهد إسماعيل - أحمد الخليلي - جلال المصري - إيهاب شهاب.

## قصة المسلسل
المسلسل يؤرخ لتاريخ مصر من خلال تاريخ حي الحلمية، الذي كان في بدايته حيًا راقيًا للباشوات والبهوات والطبقة الارستقراطية ثم تحول إلى حي شعبي يقيم به البسطاء من عامة الناس والطبقة الوسطى وتحت الوسطى من الشعب المصري.

## الجزء الأول (1988)
ويتكون من ثمانية عشر حلقة ويعتبر مقدمة للمسلسل وتعريفاً بالشخصيات الرئيسية الثلاثة وهم: سليم البدري وسليمان غانم ونازك السلحدار. وبداية القصة تكمن في الصراع بين سليم البدري وسليمان غانم واستغلال نازك السلحدار لهذا الصراع حيث جاء سليمان غانم من الأرياف للثأر لوالده عبد التواب غانم الذي مات في السجن كمداً بسبب إسماعيل البدري. بدأت المواجهة بشرائه لأسهم في مصنع البدري للمنسوجات ثم في فضح زواج سليم البدري السري من علية بدوي القماش.

### أبرز شخصيات هذا الجزء
- سليم البدري: جاء من بعثة خارجية وكان نموذج للشاب المصري الارستقراطي في الحقبة الملكية، وتسلم أملاك والده إسماعيل البدري.
- سليمان غانم: عمدة بيت الغانم الذي اغتنى من طفرة القطن وتوجه للقاهرة للأخذ بثأر والده من عائلة البدري.
- نازك السلحدار: زوجة سليم البدري. لم يكن لها علاقة بالصراع، لكنها دخلت في وسط الصراع للانتقام من سليم البدري الذي تزوج عليها في الخفاء.
- توفيق البدري: ابن عم سليم البدري ومدير المصنع الذي يُديره بكفاءة واقتدار. انحاز لسليم البدري ضد سليمان غانم بالرغم من كثرة الخلافات بينهما، إلا أن إخلاص توفيق لسليم تجاوز هذه الخلافات. يعتبر توفيق البدري الشخصية النقية الصافية في المسلسل وأكثر شخصية عُذبت، حتى أنه مات هماً وعمداً. يجعل توفيق المشاهد يشعر أنه يعيش من أجل الآخرين ولا يجد منهم شيئاً، بل أكثر شخصية مُعذبة في المسلسل.
- أنيسة بدوي القماش: زوجة توفيق البدري وشقيقة علية زوجة سليم البدري الثانية، وقد حَمَّلت مسئولية وفاة أختها أثناء ولادتها لابنها علي لسليم البدري ونازك السلحدار بالرغم من أن السبب الحقيقي هو ضعف قلب علية وعدم قدرتها على الحمل، وهذا الأمر الذي جهلته أو تجاهلته شقيقتها أنيسة.
- نفيسة هانم: والدة سليم البدري. كانت كثيرة التشاجر مع نازك السلحدار وخاصة بعد سفر سليم للخارج.
- زينهم السماحي: كان من فتوات الحلمية، شجاع، وجريء، ولا يخشى أحد، صاحب مبادئ لا يتزحزح عنها، ويجسد في هذه الملحمة الجدعنة المصرية على أصولها.
- عمال مصنع الحلمية: وعلى رأسهم زكريا وشاهين، ثم انضم إليهم متولي الشهير ب"طقطق" الذي كان طبالاً في فرقة سماسم العالمة. بدأ زكريا ثورياً ضد الإقطاعيين، مسانداً لسليمان غانم الذي اتخذه ورقة ضغط ضد سليم البدري بصفته العامل المظلوم الذي فُصل من الإقطاعي سليم البدري. بدأ شاهين بالإنضمام للشيوعيين والثوريين، حيث كانت بدايتهم في تلك الحقبة.
- أعضاء المقاومة الوطنية: على رأسهم طه السماحي الذي كان يعيش في عالم وبقية أبطال الجزء في عالم آخر، فقد نذر نفسه للنضال من أجل وطنه وأصبح رمز من رموز المقاومة الوطنية تسانده نجاة عبد الفتاح سلطان التي تزوجت طه السماحي فيما بعد ومعهم كمال خلة (المسيحي الوحيد بالمسلسل).

### الحاشية الملكية
- أحمد حسنين باشا: الشخصية التاريخية الوحيدة في المسلسل، والتي مثلها الممثل أحمد مظهر وكانت مشاركته كنوع من الدعم للمسلسل. اعتنى بسليم البدري وسانده في الانتخابات النيابية ضد سليمان غانم.
- طلعت الشماجرجي: سكرتير أحمد حسنين باشا.
- عبد الفتاح سلطان: مسئول القلم السياسي–المباحث العامة–في العهد الملكي، رجل شرس للغاية.

### أبناء بيت أبو الغانم
- وهدان المرزوقي: شيخ الغفر للعمدة سليمان الغانم وأخو زوجته وصيفة هانم. حاول كثيراً إنهاء الخلاف بين سليمان والبدري بقتل البدري، ثم قام بإحراق مصنع الحلمية للتعجيل في إنهاء الخلاف بين البدري وسليمان والعودة سريعاً لميت الغانم، حيث مثل من حياة القاهرة الصاخبة.
- بهروز ومليجي: المرافقان الشخصيان للعمدة سليمان، لازماه كظله ولم يفارقاه لحظة واحدة. تميزا بكثرة الأكل، والغباء، والقيام بالأعمال التي تحتاج إلى جهد جسدي أكثر من العقلي.
- فرقة سماسم العالمة: استغلت سماسم العالمة سجن زينهم سماحي واستولت على قهوته لعرض استعراضتهم هي وابنة أخيها حمدية وفرقتها، ومن ضمنهم طقطق الطبال، وانتهت أعمال الفرقة بخروج زينهم السماحي من السجن وزواجه من سماسم العالمة، وزواج حمدية من زكريا، وانضمام طقطق إلى عمال الحلمية. تسببت هذه الزيجات السريعة إلى مشاكل مستقبلية أثرت في الأجيال القادمة.
- حثالة المجتمع: ويُرمز لهم دائمًا بالشخصيتين خميس وبيسوني واشتهرا بخمس وبسا، ويمثلان حثالة المجتمع المصري عبر أجزاء المسلسل الخمسة، فهم لا يتورعون عن كسب أي مال بالحلال أو الحرام.

### أحداث الجزء الأول
تكتشف نازك السلحدار أن زوجها سليم البدري متزوج عليها في الخفاء، فتقوم بمواجهتة واستفزازه ليطلقها، ثم تتزوج خصمه وعدوه الجديد سليمان غانم. تشترط نازك على سليمان أن تكون العصمة بيدها للموافقة على الزواج. يوافق العمدة سليمان على مضض، لكنه يقبل من أجل إغاظة عدوه الدائم ابن البدري، ويتضح من هذه الزيجة الفرق الشاسع بين بنت الطبقة الارستقراطية وبين ابن الفلاحين، خاصة في طريقة الأكل، ويتضح لنازك السلحدار الفرق الشاسع بين الجنتل سليم وبين العمدة سليمان في طريقة المعيشة والثقافة، لتظهر بينهم الخلافات سريعاً وتنتهي بتطليقها لسليمان غانم. ولكنها تكتشف أنها حامل، لتنجب فتاة أطلق عليها والدها اسم زهرة. تبرأت نازك من زهرة وسلمتها لوالدها، ولم تبت عندها سوي ليالي لإنها تُذكرها بزيجتها السريعة والغير مدروسة من سليمان غانم. ومن هذه اللحظة، بدأت مأسأة زهرة سليمان غانم. وفي تلك الأثناء، يعيش علي بن سليم البدري في كنف جدته وجده وخالته أنيسة، لكن جدته تموت حسرة على شباب ابنتها علية، لتصبح المأسأة مأساتين على عائلة بدوي القماش. وفي أثناء مراسم عزاءها، يعود سليم البدري لنازك السلحدار وينهي علاقته بعائلة القماش.
بعد وفاة والدتها، تتزوج أنيسة بدوي من توفيق البدري وتبدأ علاقتها مع رقية أخت توفيق التي تكتشف فيما بعد أنها بنت إسماعيل البدري وأخت سليم البدري من الأب وأنها وُلدت نتيجة زيجة بين إسماعيل البدري وإحدى بنات السماحي، صاحبة قهوة الحلمية، والتي أدت إلى استيلاء إسماعيل على القهوة، وتطليق بنت السماحي، ورميها في الشارع.
تعود رقية إلى سراي البدري وتشارك سليم في ميراثه، لكن هذا لا يُعجب طلعت الشماجرجي ونازك السلحدار.

## الجزء الثاني (1989)
وقد دارت أحداث حلقات مسلسل ليالي الحلمية الجزء الثاني حول قوة سليم البدري وانتهازه لنفوذه الذي أصبح يزداد يوماً بعد يوم، والاستفادة من قوة مكانته المالية، في حين أن سليمان غانم مازال مصراً على إيجاد طريقة للانتقام منه لكي يشفى غليله من سليم البدرى، وتمثلت أولى حلقات مسلسل ليالي الحلمية الجزء الثاني في سؤال على لتوفيق وإلحاحه بالسؤال لكي يعرف إن كانت زهرة اخته أم ليست اخته فقال له توفيق إنها ليست اخته، وكان سليمان غانم يبحث عن طريقة الانتقام وبالفعل وجدها، وهي تبوير أرض سليم البدري، وقد سعى سليمان غانم بالفعل لتحقيق ذلك وقام سليم البدري بترحيل ابنته زهرة إلى الملجأ، بعد أن كان خائفاً من همسات الناس عليه، وتوالت أحداث مسلسل ليالي الحلمية الجزء الثاني حول عودة نجاة إلى أبيها عبد الفتاح، واشتراك سليم في القيام بعملية فدائية مع بعض الفدائين الاحرار اللذين يحاربون الإنجليز، ودارت مشاكل بين نازك السلحدار وسليم بسبب رغبة سليم في الإقامة في الحلمية، ورغبة نازك في الإقامة في جاردن سيتي وأنها لن تتركها أبدا.
وتوفى طه السماحي أثناء العملية الفدائية وحزن كثيراً زينهم عندما علم بذلك وقضى فترة كبيرة من الحزن والحسرة على طه السماحي ثم توالت أحداث مسلسل ليالي الحلمية الجزء الثاني إلى أن نجح الضباط الأحرار في التخلص من الملكية وإعلان الجمهورية الأولى، إلى أن قام الرئيس جمال عبد الناصر بتأميم قناة السويس وأصبحت شركة مساهمة مصرية ثم أصيب العمدة سليمان غانم بصدمة كبيرة أثرت عليه وصار حزيناً طوال الوقت، وهذه الصدمة كانت كالصاعقة عليه حيث توفى ابنه تمام.
وتم اعتقال توفيق ولكن تدخل سليم البدري لكي يخرج توفيق من هذا البلاء الذي أصاب توفيق ومرت الأحداث وتوالت إلى أن وصلت إلى نهاية مسلسل ليالي الحلمية الجزء الثاني وتمثلت في ازدياد الترابط بين الإخوة عادل وعلى وقد تم ذلك عن طريق مساعدة ناجي لهم هو وبعض اصدقاؤه وذلك عن طريق تعرض علي للغرق ولكن أخاه عادل قام بانقاذه فأخبر على إخوته أنيسة وزهرة بأنه كان على وشك الموت غارقاً لولا تدخل أخوه عادل وانقاذه من الغرق ثم توالت المشاكل بين عفت ونازك وذلك بسبب استغلال عفت لنازك عن طريق ابتزازها لها وقولها لها بأنها مدينة لزوجها بمبلغ 10 الاف جنيه، وطلبت عفت من نازك هذا المبلغ وهددتها ولكن نازك رفضت ولم تقبل دفع هذا المبلغ الكبير، ثم حدثت مشاجرة كبيرة وعنيفة جداً بين نازك وعفت حيث كانت عفت تريد فيها الانتقام وتفريغ غليلها من نازك ولكن عادل حرر أمه وأنقذها من يد عفت وانتهت المشاجرة العنيفة بقتل عادل لعفت وانقاذ أمه.

## الجزء الثالث (1990)
ستكمالاً للأجزاء السابقة، يسافر (سليم البدري) هربًا من سياسة الدولة الاشتراكية إلى باريس بينما يعاني أولاده (علي) و (عادل) مما تركه أبوهما خلفه، يضيع أيضًا حبه ل (زُهرة) بعد تركها له وزواجها من عمر، ر، كما تستمر زيجات (نازك) في محاولةٍ منها لتعويض غياب سليم، وتتوالى الأحداث.

## الجزء الرابع (1992)
حال أهل الحلمية بعدما ذهبت الستينات وأصبح الانفتاح أمرًا واقعًا، يعمل (علي) في شركات والده سليم البدري ويعتبر كل أفكاره السابقة عن الوطن والحب عائقًا في طريق نجاحه. في حين تنفصل زُهرة عن عمر، بعدما اكتشفت كذبه عليها لكن يأتي ذلك بعد إنجابها طفلًا منه، وفي محاولة منها لتعويض علي ما سببته له سابقًا؛ تضع شيرين في طريقه حتى يتزوجا وبالفعل يتزوجان. على جانبٍ آخر يتزوج سليمان غانم من خادمته وتنجب له طفلًا، كذلك الحال عند سليم البدري الذي يرزق طفلًا من زوجته الأخيرة الأميرة نورهان لكن ذلك لم يمنع تصاعد الخلافات بينهما.

## الجزء الخامس (1995)
الصراع الذي بدأ قبل الحرب العالمية الثانية لن تنهيه التسعينات، يدخل علي سليم البدري منافسًا انتخابيًا أمام زاهر سليمان غانم، ولا يؤثر زواج علي من زُهرة في تقليل هذا الصراع بل يزيده سوءًا بعد أن اعتبرها مسئولة عن وفاة زوجته الأولى شيرين. يتزوج عادل البدري من فلسطينية بعد انفصاله عن قمر السماحي ويدير مصنع البدري بعد أن عاد للوجود. بينما يدير قهوة السماحي المعلم سيد أبوليلة بادئًا عهدًا جديدًا بما تمثله قهوة السماحي من رمزٍ لمصر.

## الجزء السادس (2016)
- تدور أحداث الجزء السادس من المسلسل حول حياة زهرة غانم بعد وفاة علي البدري وكذلك حياة الأبطال الرئيسين والجدد من عائلتي البدري وغانم والصراعات بينهم وتتناول الأحداث ما يحدث في مصر منذ بداية 2005 وحتى ثورة يناير 2011 ورجوع «'لي لي سليم البدري»' من فرنسا وهي ابنه«'سليم البدري»'من زوجته صابرينا الفرنسية وهي تمسك مجموعة البدري ودخول «'زهرة سليمان غانم»' إلي عالم الوزارة حتى قيام ثورة 2011 وتنحى الرئيس الاسبق حسني مبارك.

## تتر المقدمة والنهاية
- غناء محمد الحلو
- كلمات سيد حجاب
- الحان ميشيل المصري

### الكلمات
تتر البداية 
تتر النهاية

## وصلات خارجية
| - شارة البداية للجزء الأول على يوتيوب - شارة النهاية للجزء الأول على يوتيوب - شارة البداية والنهاية للجزء الثاني على يوتيوب - شارة البداية والنهاية للجزء الثالث على يوتيوب | - شارة البداية للجزء الرابع على يوتيوب - شارة النهاية للجزء الرابع على يوتيوب - شارة البداية والنهاية للجزء الخامس على يوتيوب |